# Мамед-заде, Гамид
Гамид Мамед-заде (азерб. Həmid Rza oğlu Məmmədzadə; 18 марта 1924, Тебриз — 2000 или 2001, Тегеран) — Азербайджанский писатель, литературовед.
Он был учителем во время Национального правительства Азербайджана. Был членом Демократической молодёжной организации Азербайджана. Он появился в СМИ со своими статьями и рассказами. В 1946 году он был награждён медалью «21 Азер» Национального правительства Азербайджана за участие в национально-демократическом движении.
После падения Национального правительства Азербайджана переехал в Баку. Был членом Союза писателей Азербайджана, заведующим отделом научных фондов Музея азербайджанской литературы имени Низами, старшим научным сотрудником отдела иранской филологии Института народов Ближнего и Среднего Востока.

## Биография
Гамид Рза оглу Мамед-заде родился в 1924 году в районе Ахраб в Тебризе. Первое образование получил в школах «Наджат» и «Парвариш» Тебриза. После окончания школы в 1942 году он учился в Дарул-муалим, расположенном в Тебризе. После окончания этой школы он два года работал учителем в школах Сафави, Пурандухт и Санан Ардебиля[3].
Он вступил в партию Туде в 1943 году и в Демократическую партию Азербайджана в 1945 году. После создания Национального правительства Азербайджана он вернулся в Тебриз и преподавал там. Возглавлял отдел пропаганды ЦК новообразованной Азербайджанской демократической организации молодежи. Его первые статьи были опубликованы в 1946 году в газетах «Джаванлар» и газете «Азад Миллати», органе Азербайджанской Демократической Молодежи, а его первые рассказы были опубликованы в журналах «Пионер» и «Азербайджан». Позже он поступил на факультет истории и литературы Тебризского университета, чтобы продолжить свое образование. В 1946 году он был награждён медалью «21 Азер» Национального правительства Азербайджана за участие в национально-демократическом движении.
После распада Национального правительства Азербайджана в 1946 году Хамид Мамедзаде переехал в Баку. Здесь он продолжает обучение в Высшей партийной школе Азербайджана и одновременно на факультете журналистики Азербайджанского государственного университета. После окончания средней школы поступил в аспирантуру Института языка и литературы имени Низами Академии наук Азербайджана. В 1951—1954 годах ему была присвоена ученая степень кандидата филологических наук за написание научной работы на тему «Революционный журналист, писатель Пешавара (жизнь, среда, творчество)». Позже, в 1968 году, работая старшим научным сотрудником института, защитил докторскую диссертацию на тему «Ахундов и Восток». Позже он работал заведующим отделом научных фондов Музея азербайджанской литературы им. Низами, старшим научным сотрудником отдела иранской филологии Института народов Ближнего и Среднего Востока. С 1947 года он был членом Общества писателей Южного Азербайджана, а с 1958 года Союза писателей Азербайджана.
Гамид Мамедзаде собирал и публиковал документы и находки, связанные с литературными произведениями Мирзы Фатали Ахундова, Алишира Наваи, Хафиза Ширази, Махаммадгусейна Шахрияра, Мирзы Аги Тебризи, Мирзы Шафи Вазеха и других во время своей деятельности в Баку. «Мирза Фатали Ахундов и Восток», «Иранская литература накануне и в период машрутской революции», «Бахар Ширвани», Сейед Джафар Пешавари", «Воспоминания о Тебризе», повесть «Фадай», «Северные рассказы», "Похищенные памятник", «Тебризская улыбка», «Тоска по свободе», «Южно-азербайджанская литература 1941-45 гг.», «Мотивы Родины и патриотизма в южной поэзии послереволюционного периода», «Журнал Моллы Насреда в Тебризе», «О южноазербайджанский поэт Саханд», «Садик бей» Садыги Афшар", «Гимнист Национально-освободительного движения», «Аббас Панахи (Макулу)», Мохаммади Мударриси-Тебризи", «Южный фольклор», «Азероглу», «Шейх Мохаммад Хиябани», «Зейналабдин Марагайи», «Хамид Нитки» есть работы. Он написал роман о Саттар-хане и Гейдаре Амиоглу. Персидский диван Насими, поэтические произведения М. Х. Шахрияра на турецком языке, поэма Низами Гянджеви «Хосров и Ширин», рассказы Джалила Мамедгулузаде, роман Зейналабдина Марагали «Путешествие Ибрагим-бека» были изданы с его переводом и компиляцией. В Баку изданы книги «Рассказы» 1957 года, «Футболист» 1961 года, «Первая любовь» 1966 года, «Воспоминания о Тебризе» 1978 года, «Украденный памятник» 1984 года.
После Исламской революции в Иране в 1979 году он сначала переехал в Тебриз, а затем в Тегеран. Здесь его рассказы и литературно-критические статьи регулярно публикуются в тюркоязычной прессе. Долгое время сотрудничал с издаваемым на азербайджанском языке журналом «Варлыг», был одним из учредителей литературно-общественно-политического журнала «Ёл». Он умер в 2000 году в Тегеране.

## Награды
— В 1946 году он был награждён Национальным правительством Азербайджана медалью «21 Азер» за участие в национально-демократическом движении.